# Lonneke Engel
Lonneke Engel (nacida el 14 de junio de 1981 en Eindhoven, Países Bajos), es una modelo  neerlandesa. Descubierta por Bruce Weber, algunos de sus primeros clientes incluyen Abercrombie & Fitch, Ralph Lauren, y Chanel. Es una Consejera de Salud certificada, y fundadora de la revista de salud en línea Organice.

## Biografía
Lonneke empezó a trabajar como modelo con 13 años cuando fue descubierta por el legendario fotógrafo Bruce Weber, quien la fotografió para Abercrombie & Fitch. Weber le presentó a Ralph Lauren, con quien ha trabajado por más de 13 años. Su primer desfile de moda fue para Chanel en 1995, en el cual caminó junto a in Kate Moss.
Ella ha trabajado con otros renombrados fotógrafos incluyendo Herb Ritts, Mario Testino, Mario Sorrenti, Inez and Vinoodh, Peter Lindbergh, Paolo Roversi, Patrick Demarchelier, Regan Cameron y Gilles Bensimon. Otros trabajos incluyen: Guess?, Anais Anais by Cacharel,  Allure Chanel, contrato exclusivo con Covergirl entre 1998–2000. Contrato exclusivo con Ralph Lauren entre 2000–2006, Clarins cosméticos 2008, Elie Tahari, Esprit, Bebe,  Nicole Miller, Bottega Veneta, J.Crew, Elizabeth Arden, Bobbi Brown, Avon, BMW I-concept, Wolford y otros.
Apareció en el vídeo musical de Tiësto 'Love Comes Again' en 2004.
En 2010 Lonneke se convirtió en Embajadora de la Competición Moda Verde, una búsqueda por el diseñador (verde) del futuro organizado por el Ministerio de Agricultura holandés. Durante 2010 también modeló para muchas campañas publicitarias, incluyendo Elizabeth Arden, la fragancia Twirl de Kate Spade, Bobbi Brown cosméticos, Avon, Brunello Cucinelli y Desigual.

### Organice Your Life
Lonneke se convirtió en una Consejera de Salud Certificada en 2008 y empezó su propia compañía Organice Your Life en ese año. www.organiceyourlife.com. Con esta compañía y a través de su página web ella intentó "dar información a gente de todo el mundo, para hacer sus vidas un poco más saludables, y el mundo un poco mejor". En 2010 Lonneke empezó su revista en línea Organice Your Life. Entre los contribuidores se incluyen la cantautora Antoniette Costa.
Lonneke contribuye con artículos periodísticos en varias publicaciones de modas y noticias de todo el mundo.

## Vida personal
Tuvo una relación con el mago estadounidense y especialista de cine David Blaine. The New York Post informó el 4 de julio de 2006 que la modelo holandesa había finalizado la relación. 